# Capharnaum (tytularna stolica biskupia)
Capharnaum (łac. Diocesis Capharnensis) – katolickie biskupstwo tytularne, którego lokalizacja wiąże się ze starożytną miejscowością Kafarnaum nad Jeziorem Galilejskim, znaną z działalności Jezusa Chrystusa i wymienianą w ewangeliach kanonicznych.

## Biskupi tytularni
| Biskupi tytularni Kafarnaum |                                |                                                 |      |      |
| Lp                          | Biskup                         | Funkcja                                         | od   | do   |
| 1                           | Blasius de Vicariis            |                                                 | 1728 | 1733 |
| 2                           | Christoph Nebel                | biskup pomocniczy Moguncji (Niemcy)             | 1733 | 1734 |
| 3                           | Rudolf Joseph von Edling       | biskup pomocniczy Gorycji (Włochy)              | 1769 | 1770 |
| 4                           | Ermenold Piesport OSB          | biskup pomocniczy Fuldy (Niemcy)                | 1776 | 1778 |
| 5                           | Karl Godefried von Rosenthal   | biskup pomocniczy Ołomuńca (Austria)            | 1779 | 1800 |
| 6                           | Karl Josef Jerome von Kolborn  | biskup pomocniczy Ratyzbona (Niemcy)            | 1807 | 1816 |
| 7                           | Filippo Cammarota              | biskup pomocniczy Gaeta (Włochy)                | 1849 | 1854 |
| 8                           | Mariano Fernández Fortique     | biskup pomocniczy Ciudad Bolívar (Wenezuela)    | 1854 | 1866 |
| 9                           | Bernardino Trionfetti OFM Obs. | biskup emeryt Terracina-Sezze-Priverno (Włochy) | 1880 | 1884 |
| 10                          | Giovanni Battista Bertagna     | biskup pomocniczy Turynu (Włochy)               | 1884 |      |
| 11                          | Gennaro Trama                  | biskup pomocniczy Lecce (Włochy)                | 1901 | 1902 |
| 12                          | Luigi Piccardo                 | biskup pomocniczy Jerozolimy                    | 1902 | 1917 |
| 13                          | Luigi Barlassina               | biskup pomocniczy Jerozolimy                    | 1918 | 1920 |
| 14                          | Santos Ballesteros y López OAR | wikariusz apostolski Casanare (Kolumbia)        | 1921 | 1947 |